# Outrebois
Outrebois är en kommun i departementet Somme i regionen Hauts-de-France i norra Frankrike. Kommunen ligger i kantonen Bernaville som tillhör arrondissementet Amiens. År 2022 hade Outrebois 320 invånare.

## Befolkningsutveckling
Antalet invånare i kommunen Outrebois
| Referens: INSEE |